# Natalís Cordat

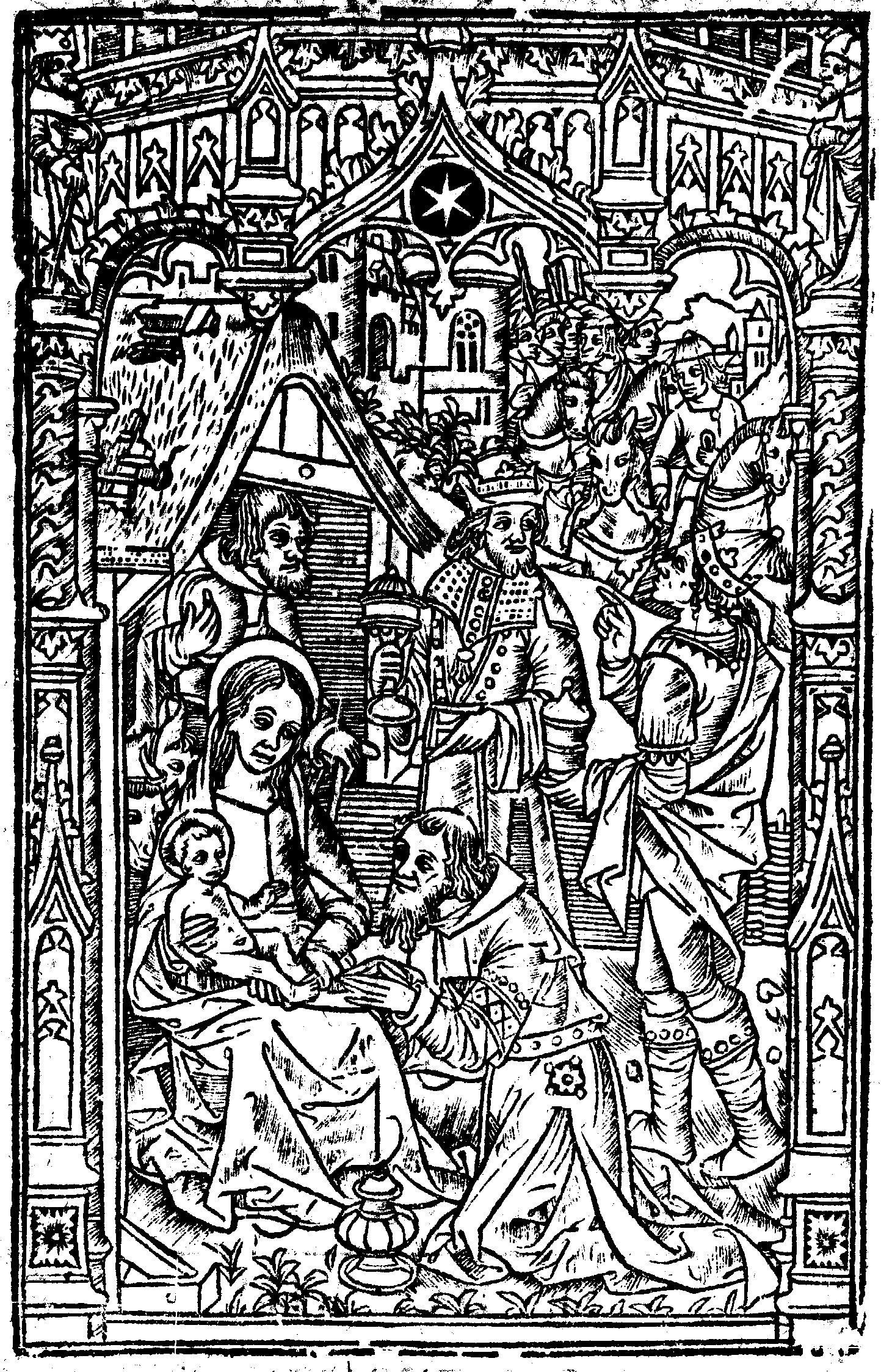
Primera página de una recopilación de villancicos en auvernés contemporáneo a los de Cordat, escritos por F. Pezant, Cosson, Alacris, 1653

Natalis Cordat (Cussac-sur-Loire, antes de 1610-1663, Natalís Cordat según la norma clásica occitana) fue un abad, poeta en occitano y francés y compositor barroco de la región de Velay, en Francia. Se conocen pocos detalles de su vida. Fue vicario, pero se le conoce como abbé (abad).
Fue autor de villancicos tanto en francés, conocidos como Noëls, como en occitano, llamados nadaus, entre 1631 y 1648. Su obra, principalmente inédita, se conserva en la biblioteca de Clermont-Ferrand y se ha grabado parcialmente a lo largo de los años 2000. Cuenta con 65 villancicos, de los cuales 14 están en occitano.
En ese campo se acerca al provenzal Nicolas Saboly. Los villancicos fueron un género característico en este periodo en la literatura occitana. Robèrt Lafont precisa que:

por el villancico, algunas provincias occitanas que no producen nada más, dan con la literatura occitana. Es el caso de Velay con Natalis Cordat […]
Par le Noël, certaines provinces occitanes qui ne donnent rien d'autre, rejoignent la littérature occitane. C'est le cas du Velay avec Natalis Cordat […]

Es importante señalar que en la misma época se publicó un recopilatorio de villancicos auverneses atribuidos en la primera página a tres autores: F. Pezant, Cosson, Alacris

### Ediciones de obras de Natalis
- Cordat, Natalis. Recueils de Noëls vellaves, par l'abbé Natalis Cordat, 1631-1648, publiés avec introduction et notes, par l'abbé J.-B. Payrard. Freydier: Le Puy-en-Velay, 1876.
- Cordat, Natalis- Gourgaud, Yves. Nadaus 1632-1648. Lo Puei [Le Puy-en-Velay]: Institut d'études occitanes, 1976.
- Cordat, Natalis - Quesnel Chalelh, Hervé. Noëls Nouveaux de Natalis Cordat de Cussac-sur-Loire (XVIIe siècle), 82 páginas, publicados por Cahiers de la Haute-Loire, Le Puy-en-Velay, 2004.
- Cordat, Natalis - Perre, Didier. Les mélodies des noëls de Natalis Cordat (1610 ?- 1663). Premiers résultats, 30 páginas, publicado por Cahiers de la Haute-Loire: Le Puy-en-Velay, 2004.

### Edición de los villancicos auverneses de Pezant, Cosson y Alacris
- F. Pezant - Cosson - Alacris. Noëls Novveaux et chant pastoral des Bergers auvergnats, pour la nativité de Ne Seigneur Iésus-Christ, composés en auvergnat par M F. Pezant, Cosson, Alacris, le Curé Bourg, et nouuellement augmentés par plusieurs autres. Clermont [Clermont-Ferrand]: Iean Barbier, 1653. Edición disponible en línea en el sitio gallica.bnf.fr